# Abu Bakr Muhammad ibn Yahya al-Suli
Abu Bakr Muhammad ibn Yahya al-Suli, conocido también como Al-Suli (880 - 946) fue un nadim del Califato Abasí, poeta, historiador y un histórico jugador árabe del shatranj, predecesor del ajedrez. Escribió la crónica Akhbar al-Radi wa'l-Muttaqi, donde detallaba el reinado de los califas Ar-Radi y Al-Muttaqui.
Tras la muerte del califa Ar-Radi en el año 940, Al-Suli cayó en desgracia ante el nuevo gobernante debido a su simpatía hacia el islam chií, por lo que tuvo que exiliarse en Basora, donde pasó sus últimos años viviendo en la pobreza. 

## La crónica
Su crónica, Akhbar al-Radi wa'l-Muttaqi, estuvo durante mucho tiempo a la sombra de otras más famosas como las de Al-Masudi y Miskawayh, tal vez debido al ser visto como un nadim y no como un académico. Sin embargo, su posición cercana a los califas le permitieron detallas etapas clave como la transición a la dinastía búyida. 

## Shatranj
Al-Suli llegó a la prominencia como jugador de shatranj en algún momento entre los años 902 y 908 cuando derrotó al-Mawardi, el campeón de Al-Muqtafi, califa de Bagdad, por quien fue sustituido. Tras la muerte de Al-Muqtafi, al-Suli permaneció como campeón en favor del nuevo gobernante. Posteriormente, empezó a enseñar ese deporte, siendo al-Lajlaj su discípulo más conocido.
Otro de sus aportaciones destacadas, fue su libro Kitab ash-Shatranj. Se trataba del primer libro científico jamás escrito sobre la estrategia del ajedrez. Enter sus páginas, se detallaba información sobre aperturas, los principales problemas en el juego estándar e incluso partidas comentadas. Posteriormente, escritores europeos emplearon su obra como base del ajedrez moderno. 
Al-Suli creó un jugada difícil conocida como el Diamante de Al-Suli que pudo ser resuelta hasta pasar más de mil años.